# Etienne Derick
Etienne Joseph Nicolas Marie Ambroise Derick (Doornik, 18 maart 1891 - 20 juni 1963) was een Belgisch volksvertegenwoordiger.

## Levensloop
Derick promoveerde tot doctor in de rechten. Hij werd gemeenteraadslid van Doornik van 1932 tot 1958 en was schepen in 1942-1944.
In 1954 werd hij verkozen tot katholiek volksvertegenwoordiger voor het arrondissement Doornik-Aat, een mandaat dat hij uitoefende tot aan zijn ontslag in 1956.